# Еліс Міллс
Еліс Міллс  (англ. Alice Mills, 23 травня 1986, Брисбен, Австралія) — австралійська плавчиня, олімпійська чемпіонка.

## Виступи на Олімпіадах
| Олімпіада  | Дисципліна                      | Місце |
| ---------- | ------------------------------- | ----- |
| Афіни 2004 | естафета 4×100 м вільним стилем | 1     |
| Афіни 2004 | естафета 4×200 м вільним стилем | 4     |
| Афіни 2004 | 200 м, комплексне плавання      | 10    |
| Афіни 2004 | комплексна естафета 4×100 м     | 1     |
| Пекін 2008 | естафета 4×100 м вільним стилем | 3     |